# Département de Florentino Ameghino
Le département de Florentino Ameghino est une des 15 subdivisions de la province de Chubut, en Argentine. Son chef-lieu est la petite ville de Camarones.
Le département a une superficie de 16 088 km2. Sa population était de 1 484 habitants, selon le recensement de 2001.

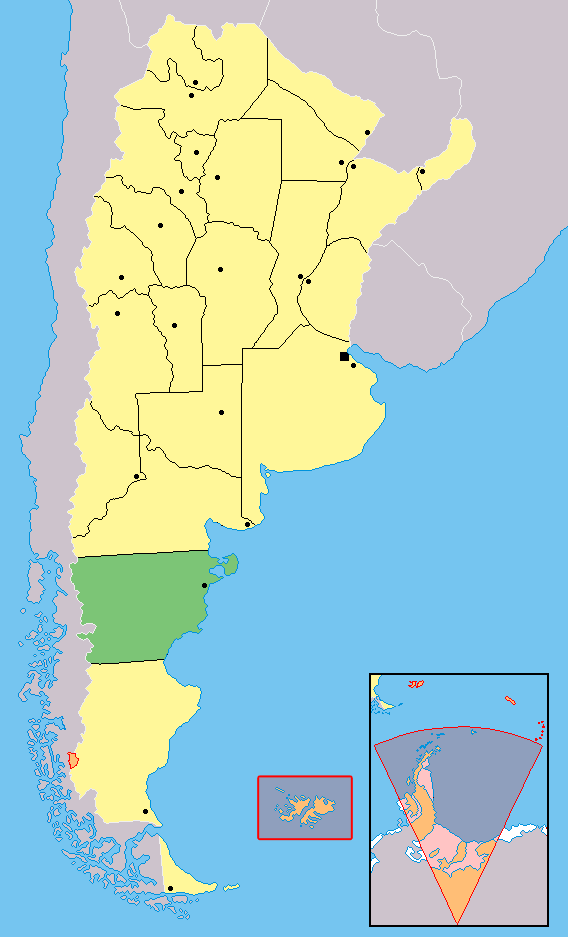
Localisation de la province de Chubut.